# Rosoy, Yonne
Rosoy este o comună în departamentul Yonne, Franța. În 2009 avea o populație de 1,052 de locuitori.

## Evoluția populației
| An        | 1975 | 1982 | 1990 | 1999 | 2006 | 2009  |
| --------- | ---- | ---- | ---- | ---- | ---- | ----- |
| Populație | ...  | ...  | ...  | ...  | ...  | 1,052 |